# Edgar Kesteloot
Edgar baron Kesteloot (Boom, 5 augustus 1922 – Sint-Pieters-Woluwe, 14 juni 2023) was een Belgische wetenschapper, natuurbeschermer, wetenschapspopularisator en televisiepersoonlijkheid.

## Levensloop
Edgar Kesteloot studeerde aardrijkskunde met als bijvak biologie en begon zijn loopbaan als docent. Vervolgens kreeg hij een aanstelling bij het Koninklijke Natuurhistorische Museum. Hij was medewerker educatie en later hoofd ecologie en natuurbescherming. Hij nam ook deel aan expedities naar Afrika.
Tevens was hij stichter van de natuurbeschermingsorganisatie Belgische Natuur- en Vogelreservaten (BNVR, waarvan de Vlaamse tak later is opgegaan in Natuurpunt). In 1959 werd hij daarvan beheerder, in 1960 beheerder-secretaris en in 1968 voorzitter. Hij was ook actief in internationale natuurbeschermingsorganisaties en als coördinator van het Europese natuurbeschermingsjaar N70. Hij was de bedenker en wetenschappelijk adviseur van het RTBF-tv-programma Le Jardin Extraordinaire. Hij schreef ook heel wat natuurboeken.
Hij was bovendien politicus voor de liberale Mouvement Réformateur in zijn thuisgemeente Sint-Pieters-Woluwe, waar hij voorzitter was van het Cultureel Centrum.
In 2022 werd Kesteloot honderd jaar. Hij overleed ten slotte op 14 juni 2023.

## Eerbetoon
In 2002 werd Kesteloot door koning Albert II in de adelstand verheven met de titel van baron.
In 2012 werd een natuurreservaat naar hem vernoemd: La Réserve naturelle Baron Edgar Kesteloot in Boirs, deelgemeente van Bitsingen (Bassenge).
In 2022 ontving hij de Birdlife Internationale Conservation Achievement Award. 
Kesteloot was erelid van de mannenclub Cercle Gaulois.

## Publicaties (selectie)
- Kesteloot, Edgar (ca. 1960), L'Afrique physique, Dargaud, Paris
- Kesteloot, Edgar (1962), Parcs nationaux et réserves naturelles en Belgique, Patrimoine de l'Institut royal des sciences naturelles de Belgique, Bruxelles
- Kesteloot, Edgar (1963), Provincie West-Vlaanderen, ministerie van Openbare Werken, Brussel
- Kesteloot, Edgar (1972), Pour une conservation efficace de l'environnement: aspects sociaux, politiques et administratifs,  Ed. de l'Institut de sociologie de l'Université Libre, Bruxelles
- Kesteloot, Edgar (1975), Natuur- en vogelreservaten van België, Historia, Brussel
- Jacquemart, Serge; Kesteloot, Edgar & J.E. De Langhe (1975), Hoge Venen, Historia, Brussel
- De Wavrin, Helllin; Kesteloot, Edgar & J.E. De Langhe (1978), De Brabantse bossen, Artis-Historia, s.l.
- Thomas, Bernadette &  Kesteloot, Edgar  (1998),  Tortues du monde...: une collection, Perron, Alleur-Liège